# Esquiule
Esquiule ist eine französische Gemeinde mit 531 Einwohnern (Stand 1. Januar 2022) im Département Pyrénées-Atlantiques in der Region Nouvelle-Aquitaine (vor 2016: Aquitanien). Sie gehört zum Arrondissement Oloron-Sainte-Marie und zum Kanton Oloron-Sainte-Marie-1 (bis 2015: Kanton Oloron-Sainte-Marie-Ouest).
Die Bewohner werden Esquiulais oder Esquiulaises genannt. Der Name in der gascognischen Sprache lautet Esquiula. Der Name der Gemeinde lautet in der baskischen Sprache Eskiula.

## Geographie
Esquiule liegt ca. 10 km westlich von Oloron-Sainte-Marie in der historischen Provinz Béarn.
Die höchste Erhebung im Gebiet der Gemeinde ist der Sommet de Cambillou (661 m).
Umgeben wird der Ort von den Nachbargemeinden:
|        | Géronce Orin                                | Moumour             |
| Barcus | Kompassrose, die auf Nachbargemeinden zeigt | Oloron-Sainte-Marie |
|        | Ance-Féas Aramits                           |                     |

Esquiule liegt im Einzugsgebiet des Flusses Adour.
Zuflüsse des Gave d’Oloron durchströmen das Gemeindegebiet:
- der Vert und sein Nebenfluss
  - Littos mit seinen Zuflüssen
    - Ruisseau Gorria und
    - Ruisseau Couéüs,
- der Joos mit seinen Zuflüssen
  - Bouhatéko Erreka,
  - Ruisseau de Cambillou und
  - Josset.[5]

## Geschichte
Eine Besiedelung in der gallorömischen Zeit wird durch den Fund eines Geländes mit gekrümmten Abschnittswällen und einer elliptischen eingeebneten Fläche belegt.
Dennoch kam es zur Gründung der Gemeinde erst im 15. Jahrhundert durch den Baron de Luxe, Grundherr von Tardets und Besitzer des Landstrichs. Zu Beginn des 15. Jahrhunderts ließ er die Jüngsten aus den baskischen Familien der historischen Regionen Soule und Nieder-Navarra herführen, um das Gebiet der heutigen Gemeinde zu erschließen. Dies erklärt die Fortdauer das baskischen Sprache auf diesem Teil des Béarn. 1444 erfolgte die erste Landvergabe durch den Baron de Luxe, 1535 wurde den Bewohnern Land, Häuser und Scheunen als ihr Besitztum anerkannt mit den Gegenleistungen einer kleinen jährlichen Abgabe und der Pflicht, das Mehl in der Mühle des Grundherrn mahlen zu lassen.
Am Ende des 16. Jahrhunderts verloren die Barone de Luxe die Grundherrschaft, die an den Baron Guicharnaud de Mesplès aus Aren ging. Das Baronat verblieb bei seiner Familie bis zur Französischen Revolution, als Jean-César de Mesplès die Gemeinde als letzter Baron verließ. Seine Schwester verkaufte allen Besitz nach seinem Tod an einen reichen Kaufmann namens Lagarde. Als im Jahre 1790 die Départements eingerichtet wurden, wurde die Gemeinde dem Kanton Aramits zugeschlagen. Allerdings wollten die Bewohner, die sich weiterhin der baskischen Kultur zugehörig fühlten, dies nicht ohne Weiteres hinnehmen. Mit dem Referendum vom 23. Januar 1796 verlangten die Bürger die Aufnahme in den baskischen Kanton Barcus. Dieser Antrag wurde abgelehnt. Mit der Gründung der Arrondissements am 17. Februar 1800 wurde der Kanton Aramits neu zugeschnitten und Esquiule wechselte in den Kanton Oloron-Sainte-Marie-Ouest. Die Zuordnungen bekräftigten die administrative Zugehörigkeit der Gemeinde zum Béarn.
Toponyme und Erwähnungen von Esquiule waren
- Esquiula, Squiule (1542, Manuskriptsammlung des 16. bis 18. Jahrhunderts),
- Esquiulle (1548, Manuskriptsammlung des 16. bis 18. Jahrhunderts),
- Esquieulle (1750, Karte von Cassini),
- Esquiule (1793, Notice Communale) und
- Esquieulle und Esquiule (1801, Notice Communale).[8][9][10]

### Einwohnerentwicklung
Nach einem Höchststand der Einwohnerzahl von über 1500 Einwohnern am Ende des 18. Jahrhunderts hat sich die Zahl bei kurzen Wachstumsphasen bis zu den 1980er Jahren auf ein Drittel reduziert. Seitdem hat sich die Zahl der Bewohner auf einem Niveau von rund 500 stabilisiert.
| Jahr      | 1962 | 1968 | 1975 | 1982 | 1990 | 1999 | 2006 | 2009 | 2022 |
| --------- | ---- | ---- | ---- | ---- | ---- | ---- | ---- | ---- | ---- |
| Einwohner | 617  | 538  | 497  | 474  | 523  | 500  | 541  | 534  | 531  |

## Sehenswürdigkeiten

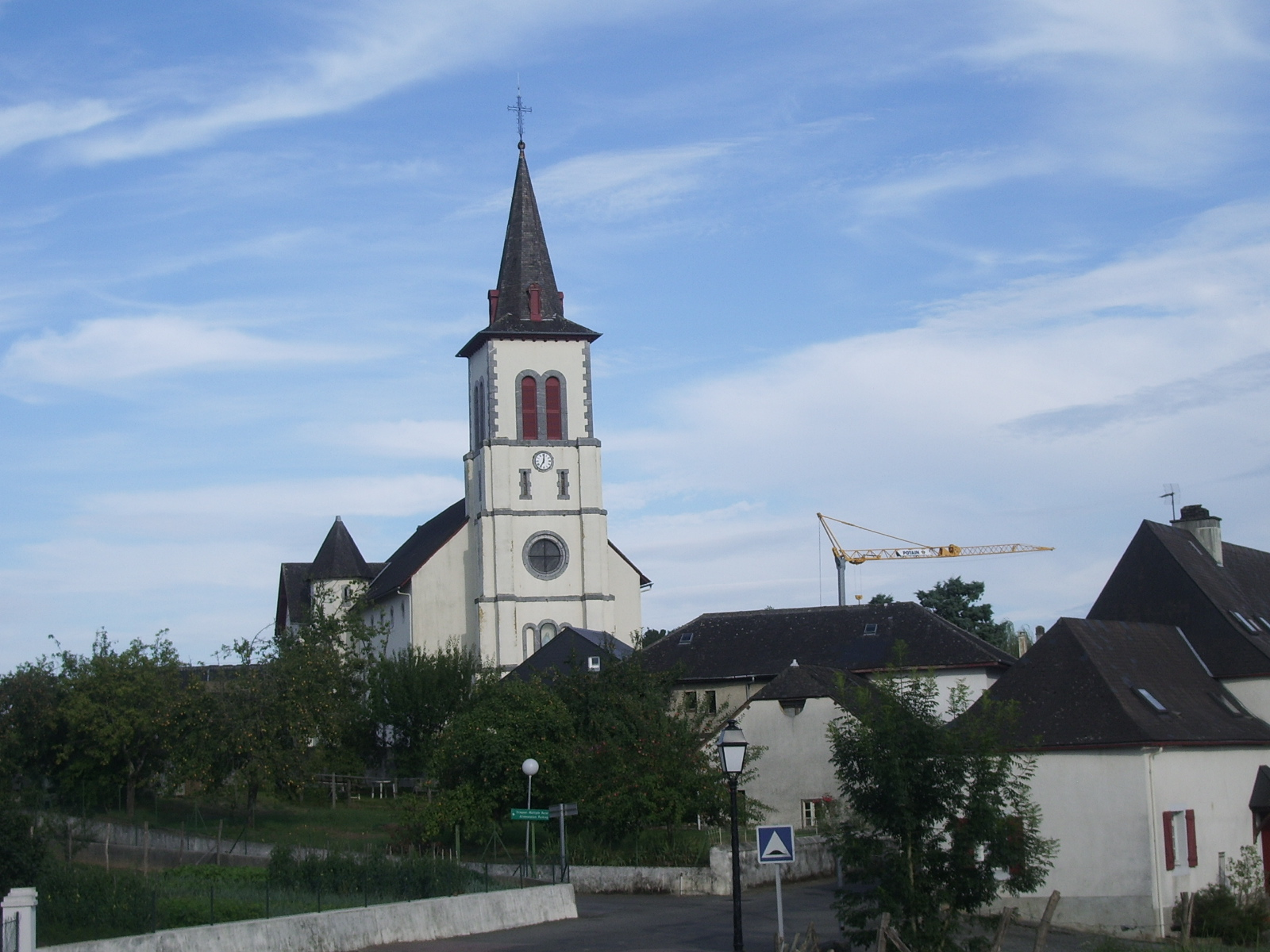
Pfarrkirche de l’Immaculée Conception

- Pfarrkirche, gewidmet der Unbefleckten Empfängnis. Die Pfarrgemeinde wurde im 17. Jahrhundert von Barcus unabhängig und so wurde die erste Kirche in Esquiule im Jahre 1645 auf der Basis mehrerer durch die Gemeinde aufgenommenen Anleihen gebaut. Nachdem sie 1859 von einem Blitz getroffen worden war, wurde sie 1873 insgesamt als unzureichend und veraltet angesehen. Von 1874 bis 1879 wurden das Langhaus und der Chor neu errichtet. Der Glockenturm über dem Eingang wurde von 1882 bis 1885 gebaut. Das Tympanon über dem Haupteingang trägt das Datum 1885, das Jahr, in dem die neue Kirche geweiht wurde. Vor 1894 wurde die Malerei auf den Wänden und auf dem Gewölbe durch das Atelier des Pfarrers und Künstlers Xavier Montaut aus Oloron-Sainte-Marie realisiert. Das Langhaus hat ein Hauptschiff, flankiert von zwei Kapellen, die ein falsches Querschiff bilden. Emporen auf zwei Ebenen überragen auf drei Seiten das Kirchenschiff, wie in baskischen Kirchen üblich.[12][13]

- Ruinen des ehemaligen Schlosses Jauréguia. Der Sohn von Guicharnaud de Mesples, der am Ende des 16. Jahrhunderts die Grundherrschaft von Esquiule erlangte, ließ um 1600 ein Schloss im Renaissancestil erbauen. Von der Anlage ist als intaktes Gebäudeteil nur der Treppenturm übrig geblieben, da die Baumaterialien der anderen Partien dazu verwendet wurden, das Schloss in Aren zu restaurieren. Das mit Efeu bewachsene Gebäude trägt eine Spindeltreppe mit einer Spindel aus Sandstein. Das ehemalige, heute nicht mehr vorhandene Wohnhaus bestand aus zwei Flügeln, die einen Turm umschlossen. Von der Kapelle sind nur die runde Apsis und hohe Fenster übrig geblieben.[14]

- Verzierter Türsturz. Es gibt noch viele Häuser in Esquiule, die aus dem 18. und 19. Jahrhundert stammen, wie die Inschriften auf den Türstürzen belegt. In einem dieser Beispiele ist die Jahreszahl 1826 und die Inschrift „CASE NOVE“, neues Haus, auf einem rechteckigen Stein eingemeißelt. Außerdem sind in der Mitte ein lateinisches Kreuz, Symbol der katholischen Religion, und Motive in Form von Wellen und Blumen zu erkennen.[15]

## Wirtschaft und Infrastruktur

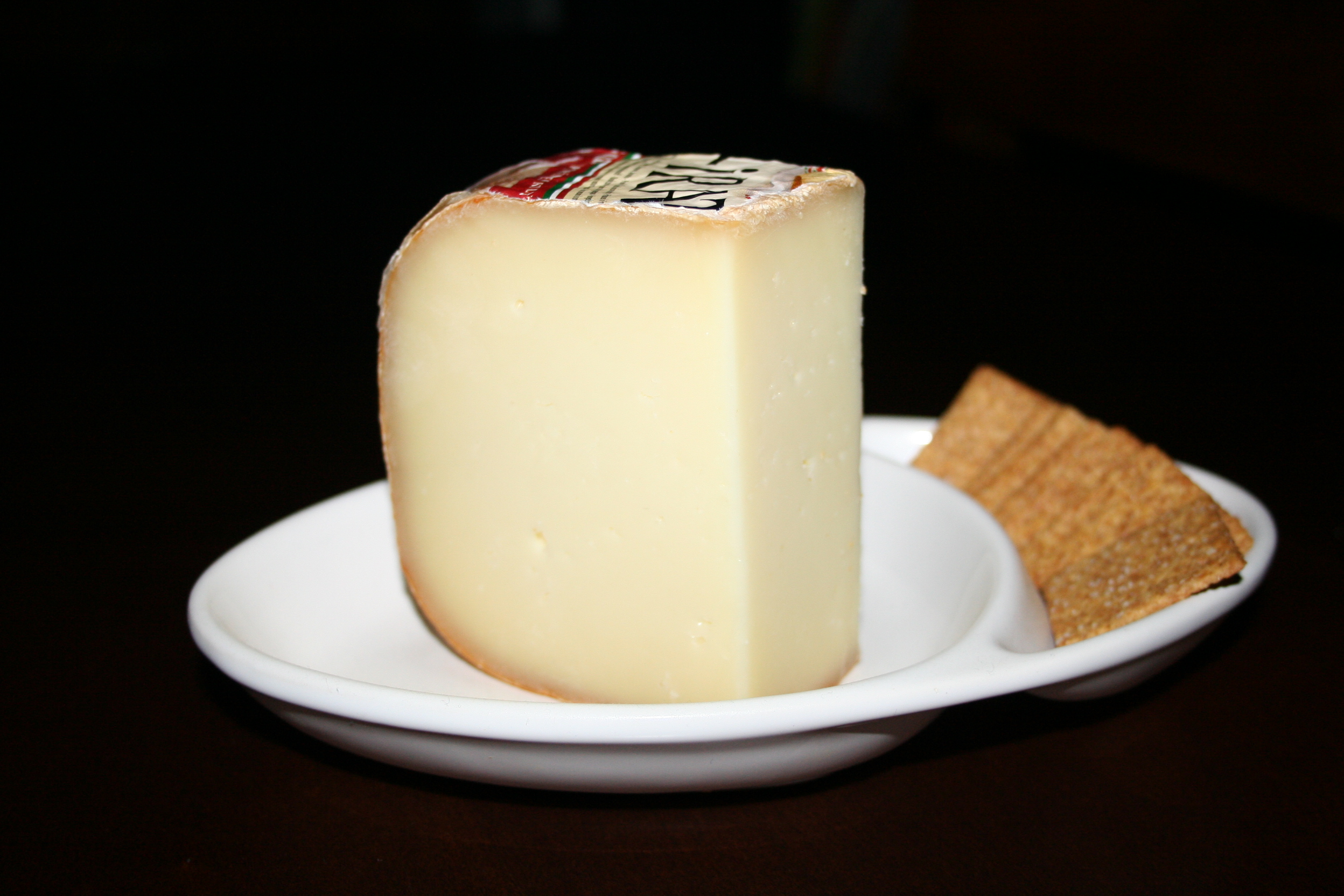
Ossau-Iraty

Landwirtschaft und Dienstleistungen sind wichtige Wirtschaftsfaktoren der Gemeinde. Esquiule liegt in den Zonen AOC des Ossau-Iraty, eines traditionell hergestellten Schnittkäses aus Schafmilch, sowie der Schweinerasse und des Schinkens „Kintoa“.

### Bildung
Die Gemeinde verfügt über eine öffentliche Grundschule.

### Sport und Freizeit
Ein Wanderweg von 10,7 km Länge mit einem Höhenunterschied von 520 m führt vom Ortszentrum zum Sommet de Cambillou. Der gleiche Weg kann auch mit dem Fahrrad oder mit dem Pferd durchgeführt werden.

### Verkehr
Esquiule ist erreichbar über die Routes départementales 24, 159 und 524.